# Silvina

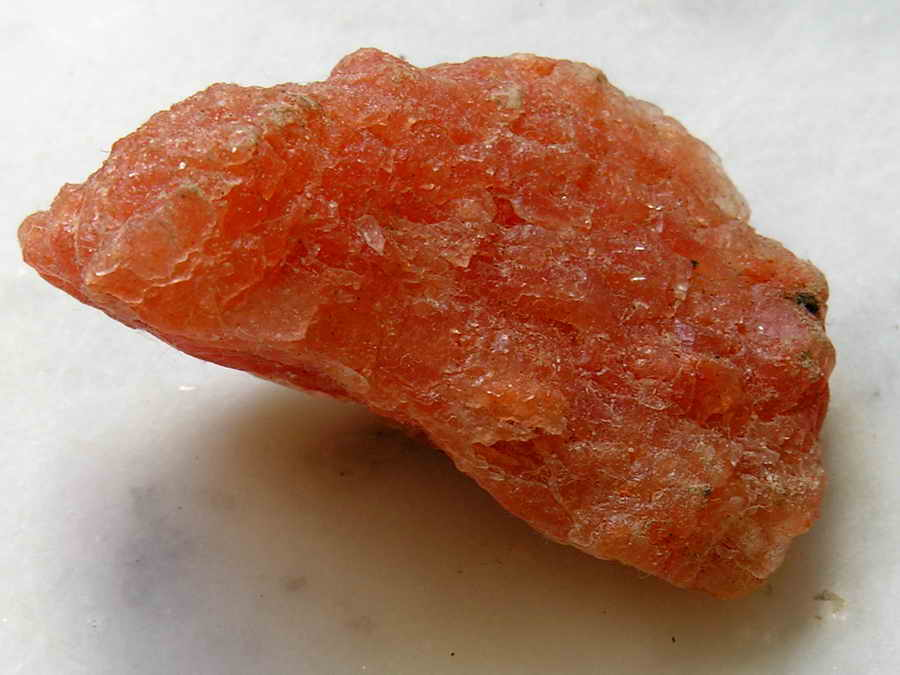
Silvina

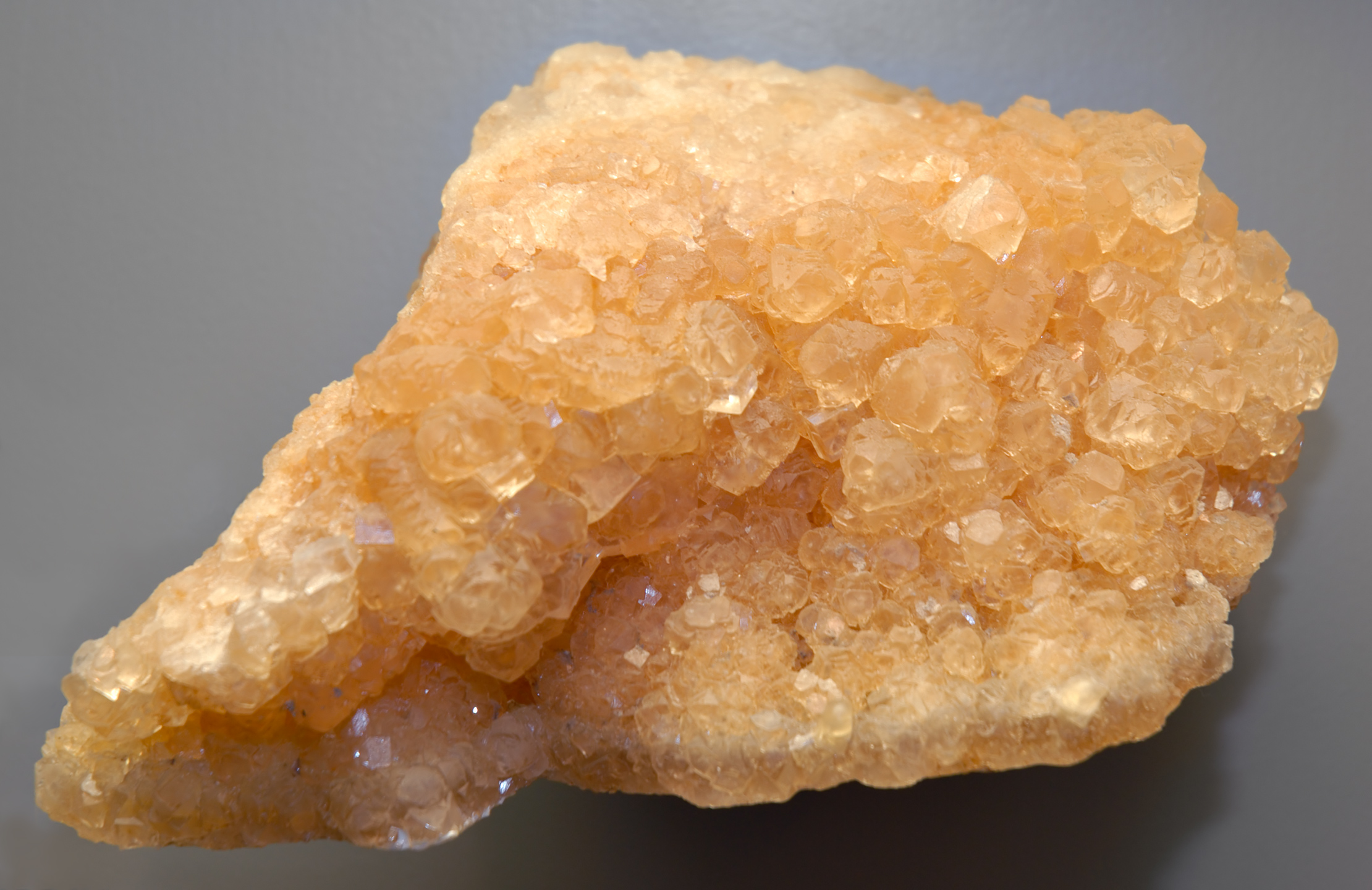
Silvina

Silvina é um mineral natural composto de cloreto de potássio, KCl. 
Cristaliza como a sal gema, em sistema cúbico. Frequentemente se apresenta em massa cristalina incolor ou colorida pela presença de substâncias estranhas, como sais. Junto com a halita, compõe um outro mineral, a silvinita.
Solúvel em água, de sabor amargo e, quando puro, adquire cor violeta quando volatilizado numa chama. Em dissolução precipita com o cloreto de platina em octaedros amarelos de cloroplatinato potássico.
Nomeado em honra de François Sylvius de le Boe (1614-1672), um médico e químico de Leyden, Países Baixos.

## Característica principais
| - Sistema cristalino: Cúbico - Hábito: Granular, maciço, cristalino - Cor: Incolor, branco. branco-azulado, branco-acizentado, branco-amarelado, branco-avermelhado - Brilho: Vítreo - Diafaneidade:Transparente à translúcido | - Cor do traço: Branco - Clivagem: Perfeita - Fratura: Desigual/irregular - dureza: 2,5 - Densidade: 1,99 g/cm3 |